# 히포 (프로게이머)
히포(본명: 석현준, 1998년 2월 2일 ~ )는 대한민국의 전직 리그 오브 레전드 프로게이머이다. 현재 프로게임단 지도자로 활동했다. 선수 시절 아이디는 Hipo였으며 포지션은 탑 라이너였다. 현재 리브 샌드박스의 분석 코치를 맡고 있다.

## 선수 시절
2015년 11월, 아마추어팀인 영보스에서 커리어를 시작했다.
2016년 1월, 콩두 몬스터에 입단했다. 스프링 시즌 팀의 주전 탑 라이너로 활동했다. 하지만 점차 좋지 못한 모습을 보여주었고 팀의 강등에 기여하고 말았다. 서머 시즌에서는 서브 선수로 밀려났다. 2016시즌 종료 이후 팀에서 퇴단했다.
2017년 5월, 팀 배틀코믹스에 입단했다. 서머 시즌 팀의 주전 탑 라이너로 활동했다. 2018 스프링 시즌에서는 소아르에게 밀리며 서브 선수로 활동했다. 2018년 6월, 팀에서 퇴단했다.

## 지도자 생활
2019년 6월, 샌드박스 게이밍의 아카데미팀 코치로 부임했다.
2020년 5월, 팀의 분석가로 자리를 옮겼다.

## 소속팀

### 선수
| # | 팀명          | 소속 기간               | 소속 리그 | 비고 |
| - | ------------- | ----------------------- | --------- | ---- |
| 1 | 영 보스       | 2015.11 ~ 2016.01.05    | CK        |      |
| 2 | 콩두 몬스터   | 2016.01.05 ~ 2016.10.20 | LCK CK    |      |
| 3 | 팀 배틀코믹스 | 2017.05.31 ~ 2018.06.15 | CK        |      |

### 지도자
| # | 팀명            | 직책            | 소속 기간            | 소속 리그 | 비고 |
| - | --------------- | --------------- | -------------------- | --------- | ---- |
| 1 | 샌드박스 게이밍 | 아카데미팀 코치 | 2019.06.28 ~ 2020.05 | LCK       |      |
| 2 | 샌드박스 게이밍 | 분석가          | 2020.05 ~            | LCK       |      |